# Luchthaven Zvartnots
Zvartnots International Airport is de internationale luchthaven van de Armeense hoofdstad Jerevan. Ze ligt op ongeveer 12 kilometer ten westen van de hoofdstad, nabij de plaats Zvartnots. Ze verwerkte in 2012 1.691.815 passagiers. De luchthaven werd geopend in 1961 en verbouwd in 1980. In 2004 werd begonnen met de bouw van een nieuwe terminal, die in 2006 in gebruik genomen werd. Het was de thuishaven van de luchtvaartmaatschappijen Armavia en Air Armenia.

## Luchtvaartmaatschappijen
FlyOne Armenia